# TopoJSON
TopoJSON is een bestandsformaat, console script en client-side JavaScript-bibliotheek voor het opslaan en verwerken van GIS data met georuimtelijke topologie. Het is geoptimaliseerd voor gebruik op het web, met nadruk op (minimaliseren van) bestandsgrootte en snelheid, en ontwikkeld door Mike Bostock.

## Bestandsformaat
TopoJSON is een extensie van GeoJSON, dat weer een specifieke vorm is van het JSON bestandsformaat. Een belangrijk voordeel op GeoJSON is dat een  TopoJSON bestand lijnen beschrijft als bogen, gemaakt van een serie punten, en vervolgens zowel complexe polylines als polygonen beschrijft als herhaling van deze (eerder gedefinieerde) bogen. 
Vormen zijn een herhaling van bogen, en bogen zijn een herhaling van punten: elke boog is maar een keer gedefinieerd, maar kan meerdere keren voorkomen, waardoor redundantie wordt verminderd, en de bestandsgrootte kleiner kan blijven.

## Javascript-bibliotheek
De client-side JavaScript-bibliotheek converteert de TopoJSON bestanden naar GeoJSON waardoor andere systemen zoals D3.js deze GIS data kunnen gebruiken om SVG beelden te genereren.

## Console script
Het console script maakt het mogelijk GIS bestanden (shapefiles, GeoJSON, etc.) te converteren naar lichtere TopoJSON bestanden, alsook andere basisverwerkingen zoals simplificatie, samenvoeging, toevoegen van externe data, et cetera.

## Schema
Gegeven een GIS vorm vlak bij de coördinaten latitude 0⁰ en longitude 0⁰ kan een zeer beperkt, maar valide en compleet topojson bestand met alle metadata, Polygon, LineString, Point elementen, arcs en properties als volgt worden opgesteld:

Topojson vormen (Visualisatie en relevante onderdelen)

```
{

"type"
:
"Topology"
,
 

"transform"
:

    
{

    
"scale"
:
 
[
1
,
1
],
 

    
"translate"
:
 
[
0
,
0
]

    
},
 

"objects"
:
 

    
{
 
"two-squares"
:
 

        
{
 

        
"type"
:
 
"GeometryCollection"
,
 

        
"geometries"
:
 

            
[
 

            
{
"type"
:
 
"Polygon"
,
 
"arcs"
:
[[
0
,
1
]],
"properties"
:
 
{
"name"
:
 
"Left_Polygon"
 
}},

            
{
"type"
:
 
"Polygon"
,
 
"arcs"
:
[[
2
,
-
1
]],
"properties"
:
 
{
"name"
:
 
"Right_Polygon"
 
}}

            
]

        
}

    
},

    
"one-line"
:

        
{

        
"type"
:
"GeometryCollection"
,

        
"geometries"
:

            
[

            
{
"type"
:
 
"LineString"
,
 
"arcs"
:
 
[
3
],
"properties"
:
{
"name"
:
"Under_LineString"
}}

            
]

        
},

    
"two-places"
:

        
{

        
"type"
:
"GeometryCollection"
,

        
"geometries"
:

            
[

            
{
"type"
:
"Point"
,
"coordinates"
:
[
0
,
0
],
"properties"
:
{
"name"
:
"Origine_Point"
}},

            
{
"type"
:
"Point"
,
"coordinates"
:
[
0
,
-
2
],
"properties"
:
{
"name"
:
"Under_Point"
}}

            
]

        
}

"arcs"
:

    
[

    
[[
1
,
2
],[
0
,
-
2
]],

    
[[
1
,
0
],[
-
1
,
0
],[
0
,
2
],[
1
,
0
]],

    
[[
1
,
2
],[
1
,
0
],[
0
,
-
2
],[
-
1
,
0
]],

    
[[
0
,
-
1
],[
2
,
0
]]

    
]

}

```